# Gabriel Wikström
Per Johan Gabriel Wikström, född 21 februari 1985 i Riddarhyttan i Skinnskattebergs kommun i Västmanlands län, är en svensk socialdemokratisk politiker. Från den 3 oktober 2014 var Wikström statsråd i Socialdepartementet med ansvar för folkhälso-, sjukvårds- och idrottsfrågor. Den 5 maj 2017 meddelade Wikström att han var sjukskriven på obestämd tid och att statsrådet Annika Strandhäll skulle ersätta honom tills vidare. I samband med regeringsombildningen den 27 juli 2017 lämnade han sitt uppdrag.
I februari 2020 utsågs Wikström av Regeringen Löfven II till nationell samordnare för arbetet med Agenda 2030.

## Biografi
Efter samhällsvetenskaplig gymnasieutbildning med språkinriktning studerade Wikström franska vid Mälardalens högskola och i Frankrike samt spanska i Spanien. Han har även studerat statskunskap och nationalekonomi vid Uppsala universitet.
Wikström blev ordförande för SSU Västmanland 2006 och var åren 2007–2011 ledamot i SSU:s förbundsstyrelse och utbildningspolitisk talesperson. Wikström var mellan åren 2011 och 2014 förbundsordförande för Sveriges socialdemokratiska ungdomsförbund (SSU). Han efterträdde Jytte Guteland som avgick från posten 2011 och blev omvald som förbundsordförande på SSU:s förbundskongress 2013. Som SSU-ordförande drev Wikström främst bostads-, utbildnings- och ungdomsarbetslöshetsfrågor. Han drev förslaget om en 90-dagarsgaranti för unga arbetslösa inför den socialdemokratiska partikongressen 2013. Förslaget gick i strid mot den socialdemokratiska partiledningens önskemål, men vann gehör på kongressen och blev sedan en av regeringens viktigaste reformförslag. Wikström är den förste sittande SSU-ordförande som blivit statsråd.  
Wikström blev kritiserad vid utnämnandet till folkhälso- sjukvårds- och idrottsminister på grund av sin bristande utbildning och erfarenhet av sjukvården.
Wikström har även en bakgrund som kommunpolitiker i Västerås där han suttit som ledamot i kommunfullmäktige.